# Virginia Slims of Pennsylvania 1986
Il Virginia Slims of Pennsylvania 1986 è stato un torneo di tennis giocato sul sintetico indoor. È stata la 7ª edizione del torneo, che fa parte del Virginia Slims World Championship Series 1986. Si è giocato a Hershey, vicino a Filadelfia negli Stati Uniti, dal 3 al 9 marzo 1986.

## Campionesse

### Singolare
Janine Thompson ha battuto in finale  Catherine Suire con il punteggio di 6–1, 6–4

### Doppio
Candy Reynolds /  Anne Smith hanno battuto in finale  Sandy Collins /  Kim Sands con il punteggio di 7–6, 6–1